# Josef Hager
Josef Hager (1726 v Přísečnici – 12. října 1781 Praha-Malá Strana) byl český malíř pozdního baroka, specializovaný na nástěnnou malbu iluzivních architektur.

## Život

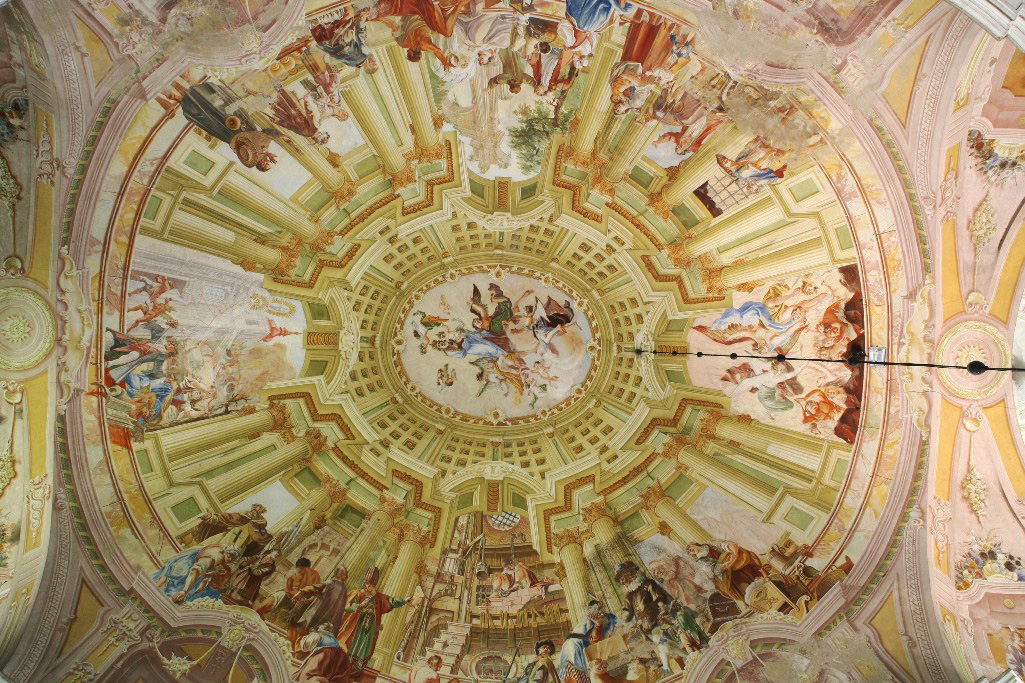
Nástropní malba v kostele v Klášterci

Vyučil se v Praze v dílně malíře Jana Karla Kováře a ve Vídni u scénografa Antonia d'Agostini. 
Hager byl přijat za člena malostranského cechu malířů, ale příležitostně vykonával také práci architekta či stavitele. Obnovil například v signatuře malby hřbitovní kapli v Kašperských Horách a označil se tam v signatuře pict(or) et arch(itector).
Dne 16. července 1753 se Josef Hager oženil s Barbarou Nusserovou. Svatba se konala v kostele sv. Mikuláše na pražské Malé Straně.

## Dílo
V Drážďanech vymaloval fresku Oslavení sv. Jana Nepomuckého v kapli v Dvorním kostele, spolu s malíři Palkem a Redelmayerem (1753). Jeho fresky jsou v kostele sv. Ducha v Libáni (1755), ve hřbitovní kapli sv. Anny v Kašperských Horách (1757), v kostele Panny Marie Utěšitelky v Klášterci nad Ohří (1752–1760).
Rozsáhlé práce provedl v pražské katedrále sv. Víta (1763), vymaloval kostely Nanebevzetí Panny Marie ve Slatinách (po 1763) a sv. Petra a Pavla v Bezně (1764).
Jeho iluzivní oltáře jsou v děkanském kostele v Broumově (1765) a v kostele sv. Šimona a Judy pražského kláštera milosrdných bratří. V téže době vymaloval na klenbě knihovny kláštera servitů na Starém Městě pražském iluzivní kupoli s alegorickými postavami věd.
Na zámku v Měšicích vyzdobil hlavní sál (1771). Fresky v kostele Povýšení sv. Kříže v Ostružnu u Jičína vymaloval spolu s Redelmayerem (1779), se kterým spolupracoval i v chrámu sv. Vojtěcha ve Vejprnicích.
Pro generála Laudona v jeho od roku 1766 přestavovaném zámku v Bečvárech u Kolína vymaloval spolu s Redelmayerem interiéry pokojů rokokovými krajinami s figurálními scénami Aenea a jeho druhů v Trojské válce, v okenních špaletách je doplňují alegorie Hudby, Malířství, Sochařství a další, signované HAGER/ ET/ REDM/ PINX/ ER a datované letopočtem  1774.